# Phyllonorycter staintoniella
Phyllonorycter staintoniella là một loài bướm đêm thuộc họ Gracillariidae. Loài này có ở Thuỵ Điển, Pyrenees, Sardinia, Italia và Bulgaria và từ Đại Anh đến Ba Lan và România.
Sải cánh dài 4.5–7 mm.
Ấu trùng ăn Chamaecytisus austriacus, Chamaecytisus ratisbonensis, Cytisus procumbens, Cytisus scoparius, Genista baetica, Genista pilosa, Genista scorpius, Genista tinctoria, Laburnum anagyroides và Lembotropis nigricans. Chúng ăn lá nơi chúng làm tổ.